# 杨鸿勋 (建筑史学家)
杨鸿勋（1931年12月4日—2016年4月17日），河北蠡县人，建筑史学家，建筑考古学家，俄罗斯建筑遗产科学院院士，中国建筑考古学奠基人。曾任中国建筑学会建筑史学分会理事长，中国社会科学院考古研究所研究员，复旦大学、同济大学、华南理工大学等大学兼职教授。

## 生平
1955年，于清华大学建筑系毕业。1956年，进入中国科学院土木建筑研究所，担任梁思成助手，从事建筑历史与理论研究。1973年，调任中国科学院考古研究所。1998年，发起并主持“中国建筑史学国际研讨会”。2007年，担任台湾大学客座教授，为期半年。曾担任鸦片战争博物馆、中国文字博物馆、青龙寺遗址空海纪念堂等建筑设计。
2016年4月17日，在北京逝世。

## 著作
- 《建筑考古学论文集》
- 《江南园林论》
- 《园林史话》
- 《宫殿建筑史话》